# Резолюция Совета Безопасности ООН 1590
Резолюция Совета Безопасности ООН № 1590 — резолюция, единогласно принятая 24 марта 2005 года. Совет учредил Миссию Организации Объединенных Наций в Судане (МООНВС) на первоначальный период в шесть месяцев.

## Замечания
Совет Безопасности ООН приветствовал подписание в январе 2005 года Всеобъемлющего мирного соглашения между правительством Судана и Народной армией освобождения Судана. Стороны были призваны к установлению мира и стабильности в Дарфуре и недопущению дальнейших нарушений прав человека и международного гуманитарного права.
В преамбуле резолюции также была выражена озабоченность по поводу гуманитарной ситуации и безопасности работников гуманитарной миссии.

## Голосование
| За (15) | Воздержались (0) | Против (0) |
| --- | ---------------- | ---------- |
| - Великобритания - Китай - Россия - США - Франция - Алжир - Аргентина - Бенин - Бразилия - Дания - Греция - Румыния - Танзания - Филиппины - Япония |                  |            |

 * жирным выделены постоянные члены Совета Безопасности ООН

## Основные положения
Совет Безопасности постановил учредить Миссию Организации Объединенных Наций в Судане (МООНВС) на первоначальный период в шесть месяцев, в состав которой вошли 10 000 военных и 715 сотрудников полиции. МООНВС было поручено сотрудничество с Миссией Африканского союза в Судане (МАСС). Мандат МООНВС предусматривает:
(a) содействие осуществлению Всеобъемлющего мирного соглашения;
(b) содействие в доставке гуманитарной помощи и добровольном возвращении беженцев и перемещенных внутри страны лиц;
(c) предоставление помощи в области гуманитарного разминирования, консультирования по техническим вопросам и координации;
(d) содействие международным усилиям по защите и поощрению прав человека в Судане.
Стороны были призваны содействовать развертыванию и функционированию МООНВС, обеспечить охрану, безопасность и свободу передвижения миссии Организации Объединенных Наций и гуманитарного персонала, подчеркивая при этом, что военного решения конфликта в Дарфуре быть не может.
Резолюция требовала строгого соблюдения политики абсолютной нетерпимости к сексуальной эксплуатации и надругательствам. Кроме того, на основании главы VII Устава Организации Объединенных Наций МООНВС было разрешено применить силу в случае необходимости защиты персонала, помещений, объектов и имущества Организации Объединенных Наций. Совет Безопасности также просил увеличить число наблюдателей за положением в области прав человека в Дарфуре.